# Paratealia keralensis
Paratealia keralensis is een zeeanemonensoort uit de familie Actiniidae. De anemoon komt uit het geslacht Paratealia. Paratealia keralensis werd in 1979 voor het eerst wetenschappelijk beschreven door Mathew & Kurian. 